# Hazime Mori
Hazime Mori (森 肇, Mori Hajime, la transcription kunrei est généralement utilisée) est un physicien ayant travaillé dans le domaine de la physique statistique hors d'équilibre.

## Biographie
Après un Baccalauréat universitaire en sciences à l'Université de Kyūshū en 1951 il obtient un doctorat dans cette même université en 1957.
De 1956 à 1960 il est assistant à l'Université de Kyūshū et chercheur associé à l'Université Brown, Providence, USA.
De 1960 à 1965 il est professeur assistant à l'Université de Kyoto.
De 1965 à 1990 il est professeur à l'Université de Kyūshū, dont il est doyen de 1986 à 1988.
En 1990 il rejoint l'Université privée Kyaritsu Kyushu à Kitakyushu, Fukuoka dont il devient président en 1999.
Il est surtout connu pour ses travaux qui ont conduit au opérateurs de projection pour la théorie de la réponse linéaire, dans le cadre de la physique statistique hors d'équilibre,, en même temps que Robert Zwanzig.

## Récompenses
- Prix Nishina de la Fondation Nishina, Tokyo, 1968,
- médaille Siju du Ministère de l'Éducation, de la Culture, des Sports, des Sciences et de la Technologie, Tokyo, 1992,
- prix Toray de la Fondation Toray, Chiba, 1997.

## Ouvrages
- (en) Hazime Mori et Y. Kuramoto, Dissipative Structures and Chaos, Springer Verlag, 1998 (ISBN 3642803784)